# Edward Busse
Edward Busse (ur. w 1916, zm. 19 lutego 1985) – polski duchowny luterański, konsenior i senior diecezji mazurskiej Kościoła Ewangelicko-Augsburskiego w PRL.

## Życiorys
Urodził się w Baku. Ukończył studia na Wydziale Teologii Ewangelickiej Uniwersytetu Warszawskiego. Ordynację otrzymał w dniu 14 stycznia 1952 w Olsztynie. Od sierpnia 1952 był administratorem parafii w Olsztynku, Mańkach i Łęgutach na Mazurach, a następnie pełnił również funkcję administratora parafii w Iławie i Biskupcu Pomorskim. W 1954 został mianowany administratorem zboru w Mrągowie, gdzie doprowadził do odbudowy tamtejszego zboru. W czerwcu 1955 przejął opiekę nad zborem w Białymstoku, a w 1956 został administratorem zboru w Ełku. 
W 1958 został powołany na duszpasterza młodzieżowego diecezji mazurskiej. Od lipca 1960 był opiekunem parafii w Nawiadach, a od 1961 również administratorem parafii w Baranowie i Użrankach. W latach 1959–1964, ks. Edward Busse piastował funkcję konseniora, a następnie w latach 1964–1965 seniora diecezji mazurskiej Kościoła Ewangelicko-Augsburskiego w PRL. Przez kolejnych 11 lat był administratorem parafii w Zielonej Górze. Od 1977 do 1984 był administratorem w parafii Żyrardowie, pełniąc w tym czasie również funkcję dyrektora Biura Polskiej Rady Ekumenicznej.